# Goldene Stimmgabel
De Goldene Stimmgabel (Duits voor Gouden Stemvork) was een onderscheiding van de Duitse muziekbranche voor Duitstalige artiesten, die werd toegekend van 1981 tot 2007.

## Geschiedenis
De prijswinnaars werden overeenkomstig bepaald naar de verkochte geluidsdragers (lp, cd), wiens verkoopcijfers telkens werden bepaald van oktober tot juni door de Media Control. In 2007 werd de Goldene Stimmgabel voor de 22e keer uitgereikt in de Friedrich-Ebert-Halle in Ludwigshafen am Rhein. Het was de 27e en tevens laatste uitreiking van de Goldene Stimmgabel in het algemeen.
Vanaf 1983 werd de onderscheiding in het kader van het programma Tag des deutschen Schlagers uitgereikt in Das Erste. Vanaf 1990 heette het evenement alleen nog Die Goldene Stimmgabel en werd afwisselend uitgezonden door ARD en ZDF. Vanaf 2000 werd ze nog slechts uitgezonden door het ZDF. Dieter Thomas Heck was de presentator van de tv-gala's en tevens de uitvinder van het evenement. Na zijn afscheid bij het ZDF werd de uitreiking beëindigd.

## Prijswinnaars
- 1981: Roy Black, Howard Carpendale, Bernd Clüver, Costa Cordalis, Jürgen Drews, Gitte Hænning, Michael Holm, Roland Kaiser, Jürgen Marcus, Paola Felix, Chris Roberts, Ireen Sheer
- 1982: Rex Gildo, Gitte Hænning, Karel Gott, Hanne Haller, Ted Herold, Andrea Jürgens, Roland Kaiser, Paola Felix, Lena Valaitis, Nicole, Christian Franke, Gottlieb Wendehals
- 1983: Boney M., Andy Borg, Dschinghis Khan, Katja Ebstein, Gitte Hænning, Michael Holm, Andrea Jürgens, Roland Kaiser, Tony Marshall, Nicole, Paola Felix, Frank Farian, Peter Schilling
- 1984: Nino de Angelo, Roy Black, Howard Carpendale, Drafi Deutscher, Karel Gott, Bata Illic, Angelika Milster, Nicki, Chris Roberts, Tommy Steiner, Bert Kaempfert, Freddy Quinn, Udo Jürgens
- 1985: Bläck Fööss, Bernd Clüver, Bata Illic, Jürgen Marcus, Paso Doble, Relax, Chris Roberts, Heike Schäfer, Juliane Werding, Wind, Dieter Bohlen, Ralph Siegel, Tanja Jonak, Nero Brandenburg
- 1986: Howard Carpendale, Costa Cordalis, Erste Allgemeine Verunsicherung, Udo Jürgens, Dietmar Kindler, Klaus und Klaus, Heinz Rudolf Kunze, Münchener Freiheit, Paola Felix, Mireille Mathieu, Roger Whittaker, Stefanie & Kim
- 1987: Howard Carpendale, Clowns & Helden, Drafi Deutscher, Hoffmann & Hoffmann, Roland Kaiser, Münchener Freiheit, Nicki, Nicole, Juliane Werding, Teddy Parker, Christian Bruhn, Michael Larsen, Thomas & Thomas
- 1988: Nino de Angelo, Cindy Berger, Werner Buttstädt, Die Flippers, Erste Allgemeine Verunsicherung, FUX, Ted Herold, Michael Holm, Bruce Low, Hans-Joachim Müller Vondey, Nicki, Drafi Deutscher, Heinz Gietz, Kurt Feltz, Caterina Valente, Frank Pavell
- 1989: Roy Black, Tony Marshall, Merlin, Rainhard Fendrich, Naabtal Duo, Gitte Hænning, Nicki, Hanne Haller, Vico Torriani, Klaus und Klaus, Gerhard Wendland, Franz Grothe
- 1990: Olaf Berger, Roy Black, Bata Illic, Peter Kraus, Münchener Freiheit, Milva, Nena, Nicole, Peter Richter, Matthias Reim, Fred Jay, Naabtal Duo, Wildecker Herzbuben
- 1991: Bernd Clüver, Nino de Angelo, Die Flippers, Heino, James Last, Manuela, Patrick Lindner, Tony Marshall, Matthias Reim, Edward Simoni, Virch Band, Juliane Werding, Wildecker Herzbuben, Michael Jary
- 1992: G. G. Anderson, Udo Jürgens, Mario Jordan, René Kollo, Patrick Lindner, Manuela, Münchener Freiheit, Angelika Milster, Nicole, Matthias Reim, Die Schäfer, Valerie’s Garten, Jack White, Helmut Zacharias
- 1993: G. G. Anderson, Bernhard Brink, Brunner & Brunner, Rex Gildo, Udo Lindenberg, Patrick Lindner, Peggy March, Nicole, Die Prinzen, Pur, Wiebke Schröder, Ireen Sheer, Juliane Werding, Angela Wiedl, Bernd Meinunger, Robert Stolz
- 1994: Tom Astor, Kristina Bach, Brunner & Brunner, Die Flippers, Rex Gildo, Ricky King, Lucilectric, Nena, Heike Neumeyer, Pur, Willi Seitz, Angela Wiedl, Hans Bradtke
- 1995: Brunner & Brunner, Die Doofen, Die Flippers, Karel Gott, Susanne Grawe, Michael Holm, Claudia Jung, Ernst Mosch, Mühlenhof Musikanten, Pur, Stefan Raab, Willi Seitz, Pe Werner, Rolf Zuckowski, Peter Kreuder
- 1996: Ines Adler, Brunner & Brunner, Die Jungen Klostertaler, Kastelruther Spatzen, Fools Garden, Claudia Jung, Wencke Myhre, Nicole, Die Flippers, Wolfgang Petry, Pur, Freddy Quinn, Truck Stop, Gerhard Winkler (postuum voor zijn levenswerk)
- 1997: Blümchen, Kim Fisher, Hanne Haller, Kastelruther Spatzen, Stefanie Hertel, Dieter Thomas Kuhn, Eberhard Hertel, Claudia Jung, Patrick Lindner, Jonny Hill, Marianne und Michael, Hansi Hinterseer, Wolfgang Petry, Michael Holm, Tic Tac Toe, Udo Lindenberg, Will Meisel
- 1998: Brunner & Brunner, Die Paldauer, Oswald Sattler, Die Flippers, Hansi Hinterseer, Vivian Lindt, Truck Stop, Nicole, Stefanie Hertel, Guildo Horn & die Orthopädischen Strümpfe, Claudia Jung, Wolfgang Petry, Die Prinzen, Pur, André Rieu, Rosenstolz, Juliane Werding, Heino
- 1999: Ralf Arnie, Brunner & Brunner, Die Flippers, Rex Gildo, Katharina Herz & Torsten Benkenstein, Hansi Hinterseer, Kastelruther Spatzen, Heinz Rudolf Kunze, Patrick Lindner, Tony Marshall, Michelle, Nicole, Anja Odenthal, Oliver Petszokat, Wolfgang Petry, Schürzenjäger
- 2000: Anton feat. DJ Ötzi, Brunner & Brunner, Die Flippers, Echt, Claudia Christina, Judith und Mel, Die Paldauer, Jantje Smit, Laura Schneider, Vicky Leandros, Nicole, Wolfgang Petry, Rosenstolz, James Last
- 2001: Michelle, Wolfgang Petry, Helmut Lotti, Udo Jürgens, Hevia, Pur, Söhne Mannheims, Ayman, Band ohne Namen, Judith und Mel, Jantje Smit, Nicole, Rosenstolz, Brunner & Brunner
- 2002: Andrea Berg, Wolfgang Petry, Xavier Naidoo, Nena, Die Flippers, Laith Al-Deen, E Nomine, Samajona, Oswald Sattler, Claudia Jung, Hansi Hinterseer, Brunner & Brunner, Jail Babes, Nena, Michael Kunze, Sylvester Levay
- 2003: Andrea Berg, Wolfgang Petry, Hansi Hinterseer, Geschwister Hofmann, Rosenstolz, Band ohne Namen, Die Flippers, Kastelruther Spatzen, André Rieu, Yvonne Catterfeld, Ben, Beatbetrieb, Uwe Busse
- 2004: Andrea Berg, Matthias Reim, Die Flippers, De Randfichten, Pur, Rosenstolz, BAP, Shootingstars: Stefan Gwildis, MIA., Overground, toeschouwersprijs: Brunner & Brunner, Nachwuchsaanmoedigingsprijs: Tom Albrecht, platina-extra prijzen: Gitte Hænning, Wencke Myhre & Siw Malmkvist
- 2005: Andrea Berg, Wolfgang Petry, Höhner, Geschwister Hofmann, Stefanie Hertel, Hansi Hinterseer, De Randfichten, Annett Louisan, Max Mutzke, Söhne Mannheims, Ich + Ich, 2raumwohnung, André Rieu, Platinum Lifetime Awards: Margot Eskens, Peter Maffay
- 2006: Andrea Berg, Semino Rossi, Monika Martin, Hansi Hinterseer, Annett Louisan, Xavier Naidoo, Tokio Hotel, Rosenstolz, Christina Stürmer, Erste Allgemeine Verunsicherung, Götz Alsmann, Truck Stop, Musical: Mamma Mia!, Shootingstar: Tokio Hotel, Platinum Lifetime Awards: Wolfgang Petry, Roger Whittaker
- 2007: Andrea Berg, Semino Rossi, Höhner, Hansi Hinterseer, Kastelruther Spatzen, Heinz Rudolf Kunze, Silbermond, Pur, Tokio Hotel, Roger Cicero, Shootingstar: LaFee, Platinum Lifetime Awards: Nana Mouskouri, Rolf Zuckowski

In 1990 kreeg Erich Schulze, voormalige voorzitter van de GEMA, voor zijn jarenlange inzet voor het behoud van de auteursrechten de Goldene Stimmgabel als publieksprijs

## Meervoudige winnaars
11 Stimmgabeln
- Die Flippers
- Nicole

10 Stimmgabeln
- Brunner & Brunner
- Wolfgang Petry

8 Stimmgabeln
- Hansi Hinterseer
- Pur

6 Stimmgabeln
- Andrea Berg
- Rosenstolz

5 Stimmgabeln
- Claudia Jung
- Gitte Hænning
- Juliane Werding
- Kastelruther Spatzen
- Michael Holm
- Patrick Lindner

4 Stimmgabeln
- Howard Carpendale
- Matthias Reim
- Münchener Freiheit
- Nena
- Nicki
- Paola
- Rex Gildo
- Roland Kaiser
- Roy Black
- Tony Marshall
- Udo Jürgens

3 Stimmgabeln
- André Rieu
- Bata Illic
- Chris Roberts
- Drafi Deutscher
- Erste Allgemeine Verunsicherung
- Hanne Haller
- Heinz-Rudolf Kunze
- Karel Gott
- Nino de Angelo
- Bernd Clüver
- Stefanie Hertel
- Tokio Hotel
- Truck Stop